# Estatus político de Transnistria

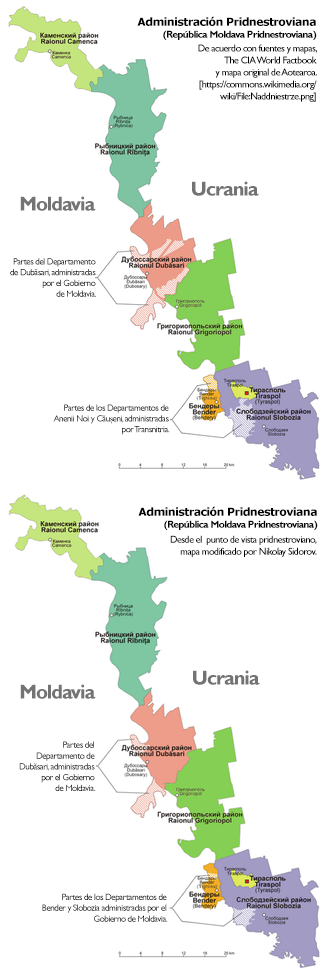
Divisiones administrativas de la actual Transnistria.

El estatus político de Transnistria, un estado no reconocido en el territorio internacionalmente reconocido de la República de Moldavia, se lleva disputando desde la declaración de independencia de Transnistria el 2 de septiembre de 1990. Esta declaración intentó establecer una República Socialista Soviética separada de la República Socialista Soviética de Moldavia de la Unión Soviética. Tras la desintegración de la Unión Soviética y la propia declaración de independencia de Moldavia en 1991, la República Socialista Soviética Moldava Pridnestroviana (PMSSR) se transformó en la República Moldava Pridnestroviana (PMR), comúnmente conocida como Transnistria. Ningún país miembro de las Naciones Unidas reconoce la candidatura de la PMR a la soberanía.
Moldavia perdió el control de facto de Transnistria en 1992, como consecuencia de la Guerra de Transnistria. Desde entonces, el PMR ha recibido el reconocimiento diplomático sólo de Abjasia, Osetia del Sur y la República de Nagorno-Karabaj, tres estados postsoviéticos con el reconocimiento mínimo de ellos mismos.
Los dos principales partidos políticos de Transnistria, el Partido Republicano (Respublikánskaya Pártiya Pridnestróviya) y Renovación (Obnovléniye) se oponen a cualquier acercamiento con Chisináu, la capital moldava. El único partido político en la región para favorecer la reintegración condicional con Moldavia (sobre la base de la federalización) es el Partido Socialdemócrata encabezado por el exdiputado local Aleksandr Rádchenko, pero después de 2009 perdió su influencia y dejó de funcionar. Las negociaciones en el marco de los auspicios de la Organización para la Seguridad y la Cooperación en Europa (OSCE) se han venido desarrollando desde 1997, basándose en la premisa de que son deseables mejores relaciones y que deben eliminarse las restricciones a las comunicaciones, al movimiento de personas y al comercio.
El 22 de junio de 2018, la Asamblea General de la ONU aprobó la Resolución A/RES/72/282 en la que «Insta a la Federación de Rusia a que complete, de manera incondicional y sin más dilación, la retirada ordenada del Grupo Operacional de las Fuerzas Rusas y sus armamentos del territorio de la República de Moldavia».

## Lecturas relacionadas
1. Oleksandr Pavliuk, Ivanna Klympush-Tsintsadze. The Black Sea Region: Cooperation and Security Building. EastWest Institute. ISBN 0-7656-1225-9.
2. Janusz Bugajski (2002). Toward an Understanding of Russia: New European Perspectives. p. 102. ISBN 0-87609-310-1.
3. «Transnistria: alegeri nerecunoscute». Ziua. 13 de diciembre de 2005. Archivado desde el original el 30 de junio de 2006. Consultado el 13 de noviembre de 2016.
4. James Hughes, Gwendolyn Sasse (editors) (ed.). Ethnicity and Territory in the Former Soviet Union: Regions in conflict. Routledge Ed. ISBN 0-7146-5226-1.

- Datos: Q25047789